# Velezia rigida
Velezia rigida är en nejlikväxtart som beskrevs av Carl von Linné. Velezia rigida ingår i släktet Velezia och familjen nejlikväxter. Inga underarter finns listade i Catalogue of Life.